# Ciales

Ciales (see-AH-les) é um município da região central montanhosa do Porto Rico.  Fundado em 24 de Junho de 1820 por Isidro Rodríguez .  Também conhecida como “A Cidade da Cohoba”, “A Terra do Café” e “A Povoação dos Valorosos”.

## Dados Gerais
Alcaide: Hon. Luis O. Maldonado Rodríguez (2007).
Os naturais da cidade são conhecidos como cialenhos.
O patrono é “Nuestra Señora del Rosario” (Nossa Senhora do Rosário), que dá nome à paróquia.

### Personagens Ilustres
- Antonio J. González
- Carmelo Díaz Soler
- Carmen Loreina Santos Silva
- Fernando Sierra Berdecía
- Jorge Luis Morales
- Juan Antonio Corretjer
- Juan "Pachín" Vicéns
- Luis A. Miranda
- Nimia Vicéns

## Geografia
Ciales está localizada na região central montanhosa da ilha; a Noroeste de Orocovis, a Sul de Florida e Manatí, a Este de Utuado e Jayuya, a Oeste de Morovis.

### Bairros
- Cialito
- Cordillera
- Frontón
- Hato Viejo
- Jaguas
- Pezas
- Pozas
- Ciales Pueblo
- Toro Negro

### Rios
- Rio Toro Negro
- Rio Yunes
- Rio Grande de Manatí
- Rio Cialitos